# 普雷图河畔圣贝内迪图
普雷图河畔圣贝内迪图是巴西马拉尼昂州的一个市镇。总面积931.592平方公里，总人口17235人，人口密度18.5人/平方公里。